# Garcia V
Garcia V (Nkanga Mvemba) – manikongo w latach 1802 lub 1803 – 1830.
W związku z niewielką liczbą duchownych przebywających w owym okresie na terytorium państwa, został koronowany dopiero w 1814 roku. Zakonnik z Luandy, który dokonał tego obrzędu, ochrzcił wówczas także ok. 25 tysięcy Kongijczyków.